# Verstening (geologie)

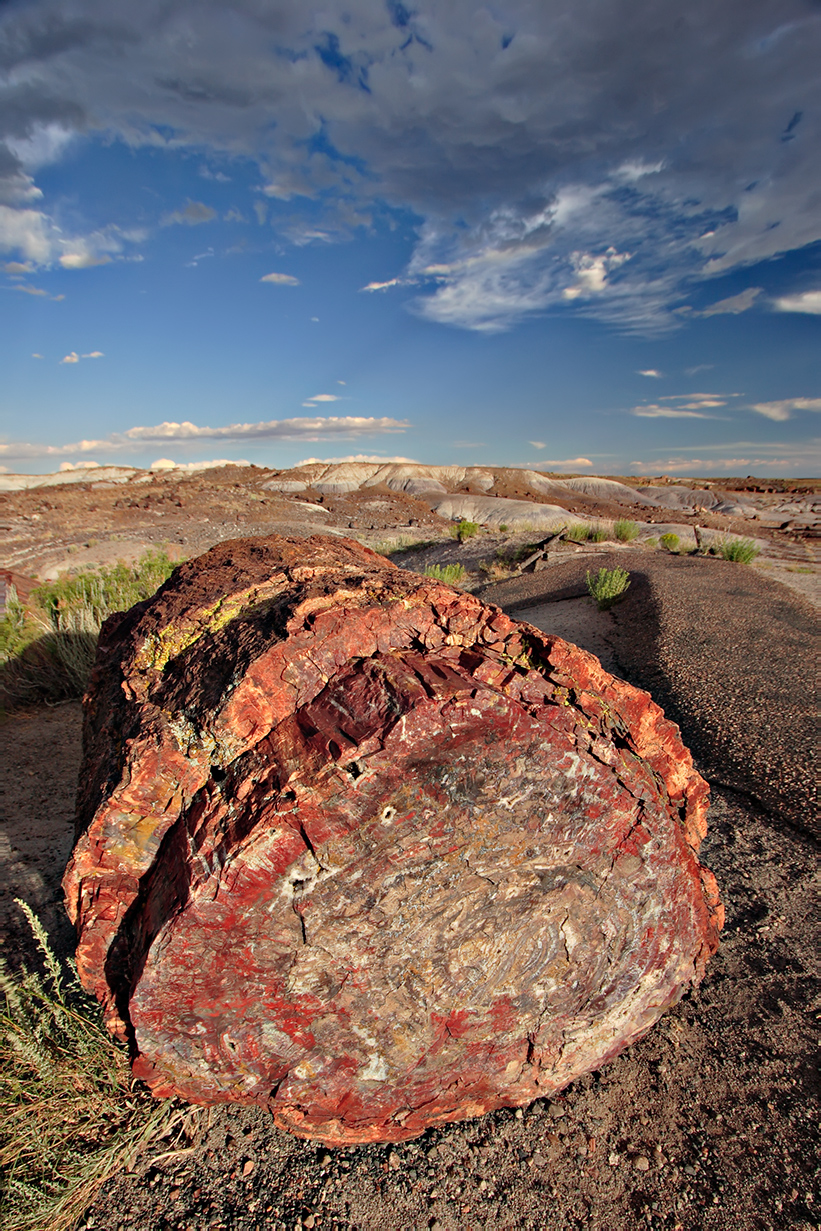
Versteend hout in Petrified Forest National Park, Arizona

Verstening is het geologisch proces waarbij organisch materiaal wordt omgezet in steen of een andere substantie. Het is een proces dat te vergelijken valt met de vorming van een fossiel (fossilisatie). Het bekendste voorbeeld van een verstening is versteend hout in het Amerikaanse nationaal park Petrified Forest.

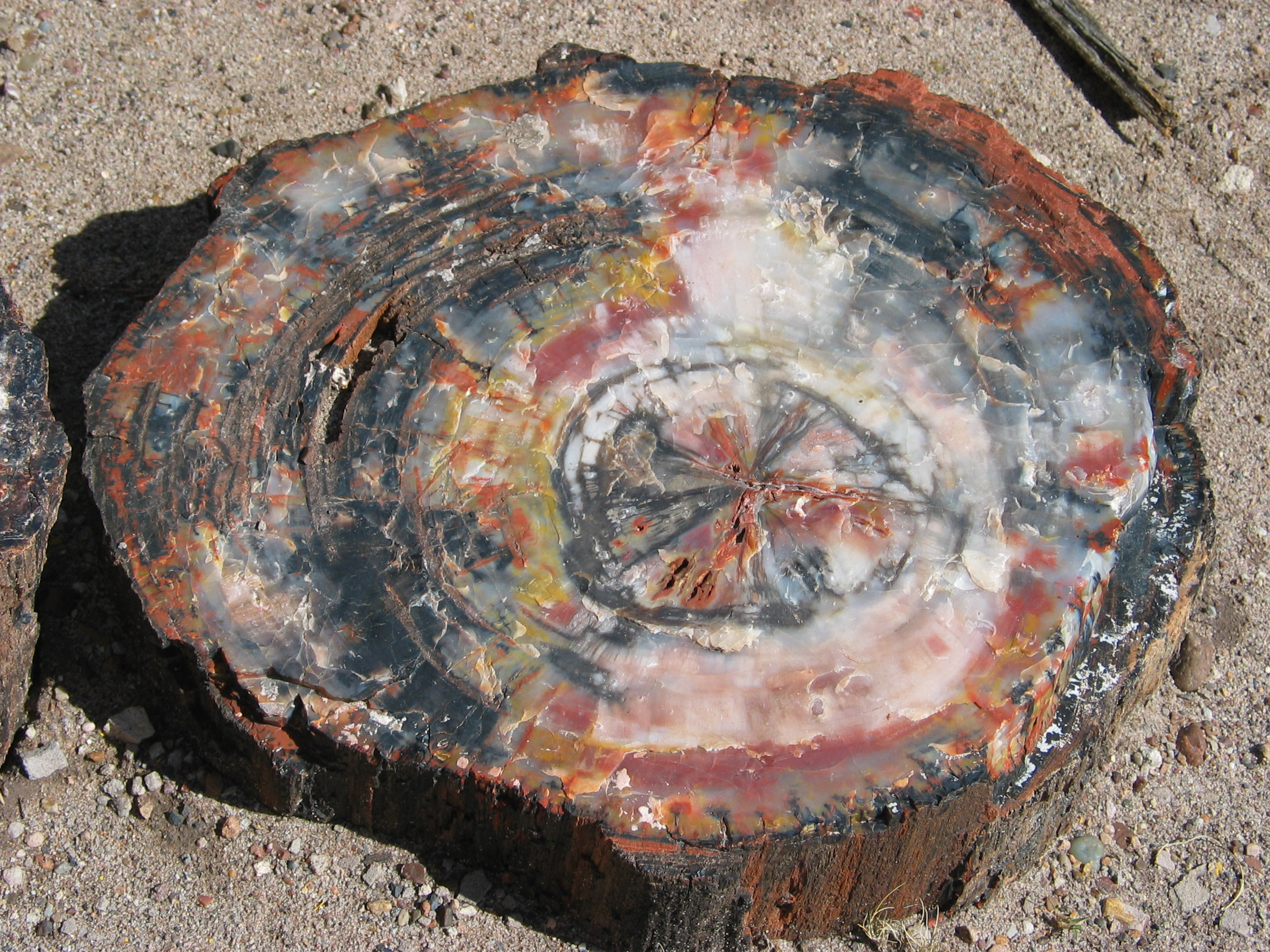
Versteend hout

Permineralisatie is een vorm van verstening, meestal bij fossilisatie van organismen. Opgeloste silicaten, carbonaten, ijzerverbindingen, etc. infiltreren in en tussen cellen, voordat het afbraakproces van start gaat. Er bestaan verschillende vormen van permineralisatie. 

1. Verkiezeling: silica-neerslag afkomstig van bijvoorbeeld een silicieuze vloeistof uit een hydrothermale bron (zoals de Rhynie Chert, een verkiezeld woudje), dat in het organisme dringt.
2. Pyritisatie: marien gebeurt dit door anoxische bacteria, hier is wel zekere afbraak en geen perfecte bewaring. Kan ook door een oplossing van ijzeroxiden gepyritiseerd (of geliminotiseerd) worden.
3. Verkalking: kalkconcreties (coal balls) tot 1 m in diameter kunnen gevormd worden. Hierin is vaak moerasflora fossiel te vinden. Er bestaat nog veel discussie over hoe deze gevormd worden.
4. Verkoling door verbranding: door bijvoorbeeld een bosbrand of vulkaanuitbarsting. Hierbij krimpt het organisch materiaal tot wel 20-50% van het origineel en gaan celwanden vervormen afhankelijk van de temperatuur.